# ستيفن ويست
ستيفن ويست (بالإنجليزية: Stephen West)‏ هو سياسي أمريكي، ولد في 1727، وتوفي في 1790. انتخب عضو مجلس النواب لولاية ماريلند.